# Einsatzleitstelle

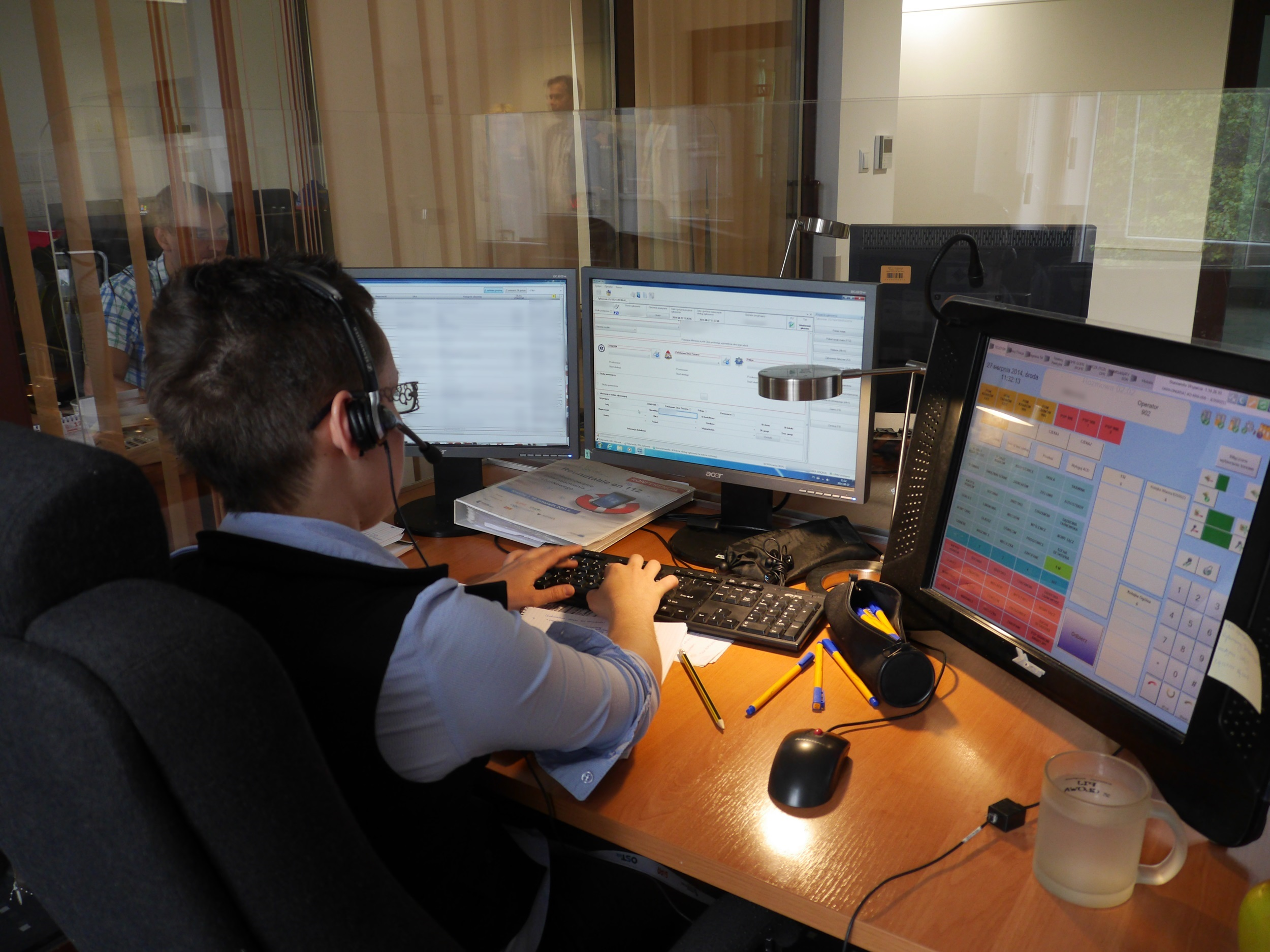
Leitstelle in Krakau, Polen

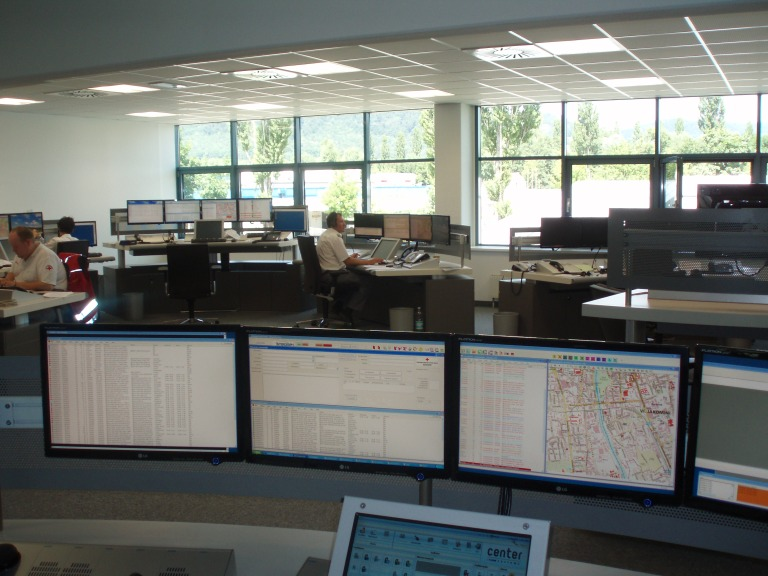
Moderne Rettungsleitstelle in der Steiermark

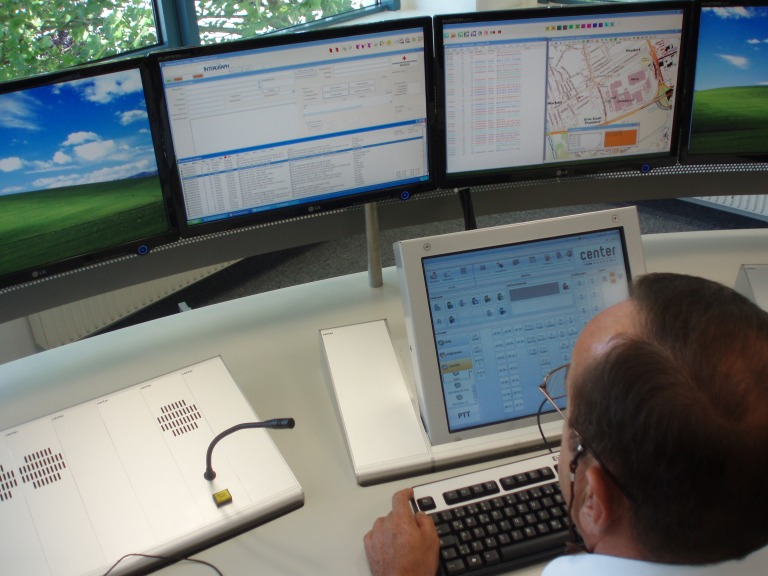
Arbeitsplatz mit Einsatzleitsystem und Funk-Draht-Vermittlungsanlage, RLS Stmk.

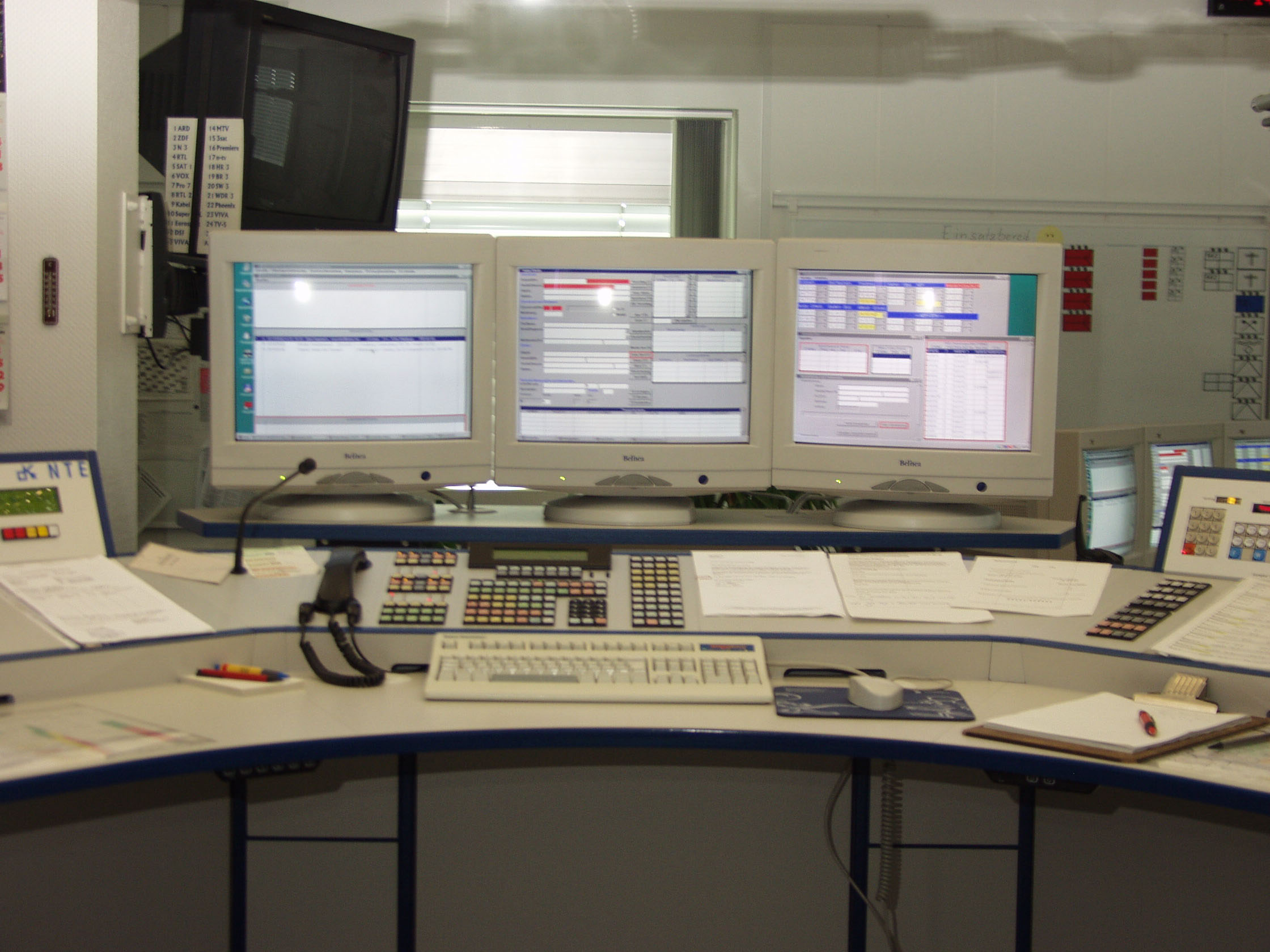
Arbeitsplatz in einer Leitstelle

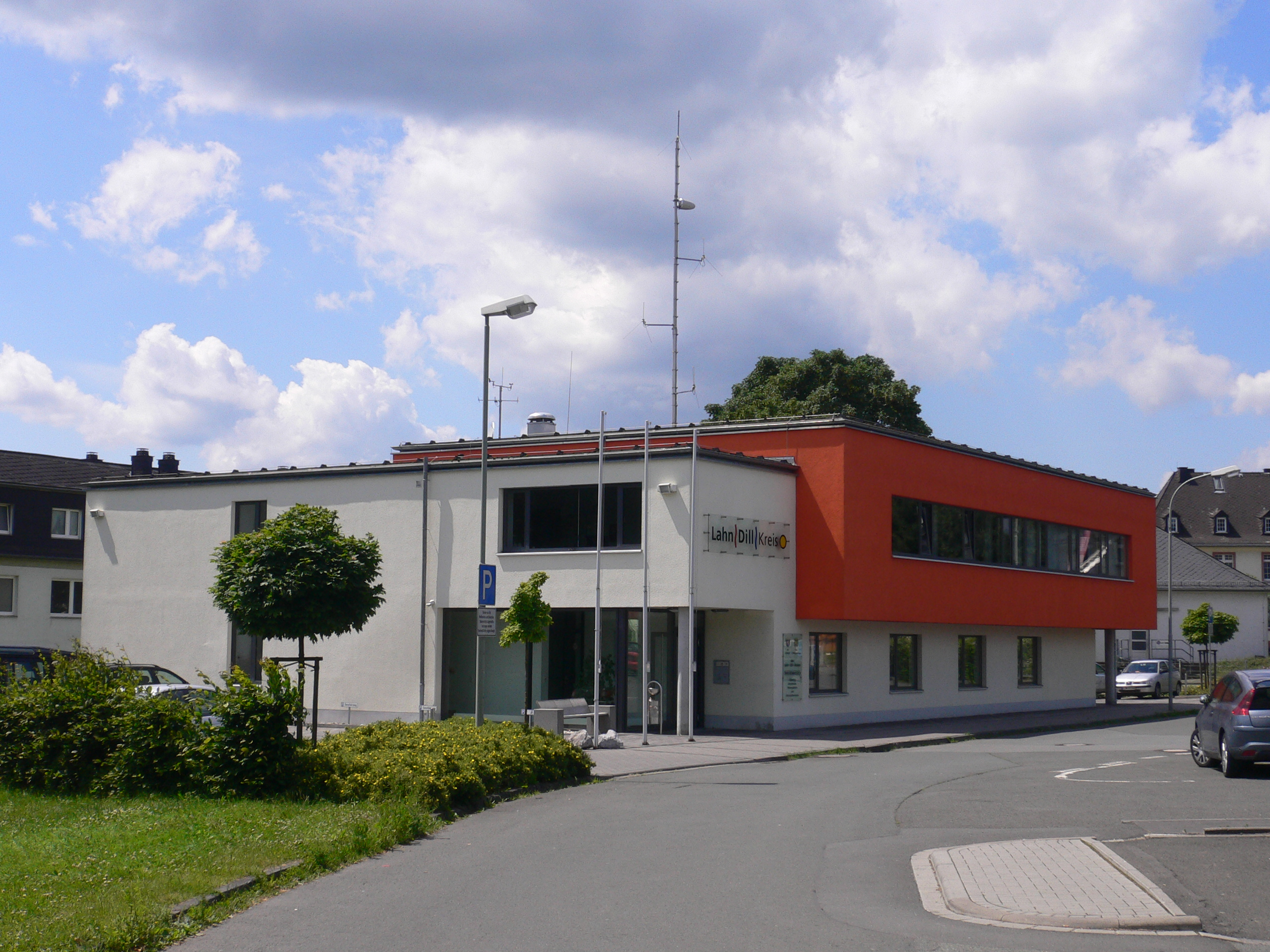
Zentrale Leitstelle des Lahn-Dill-Kreises in Wetzlar

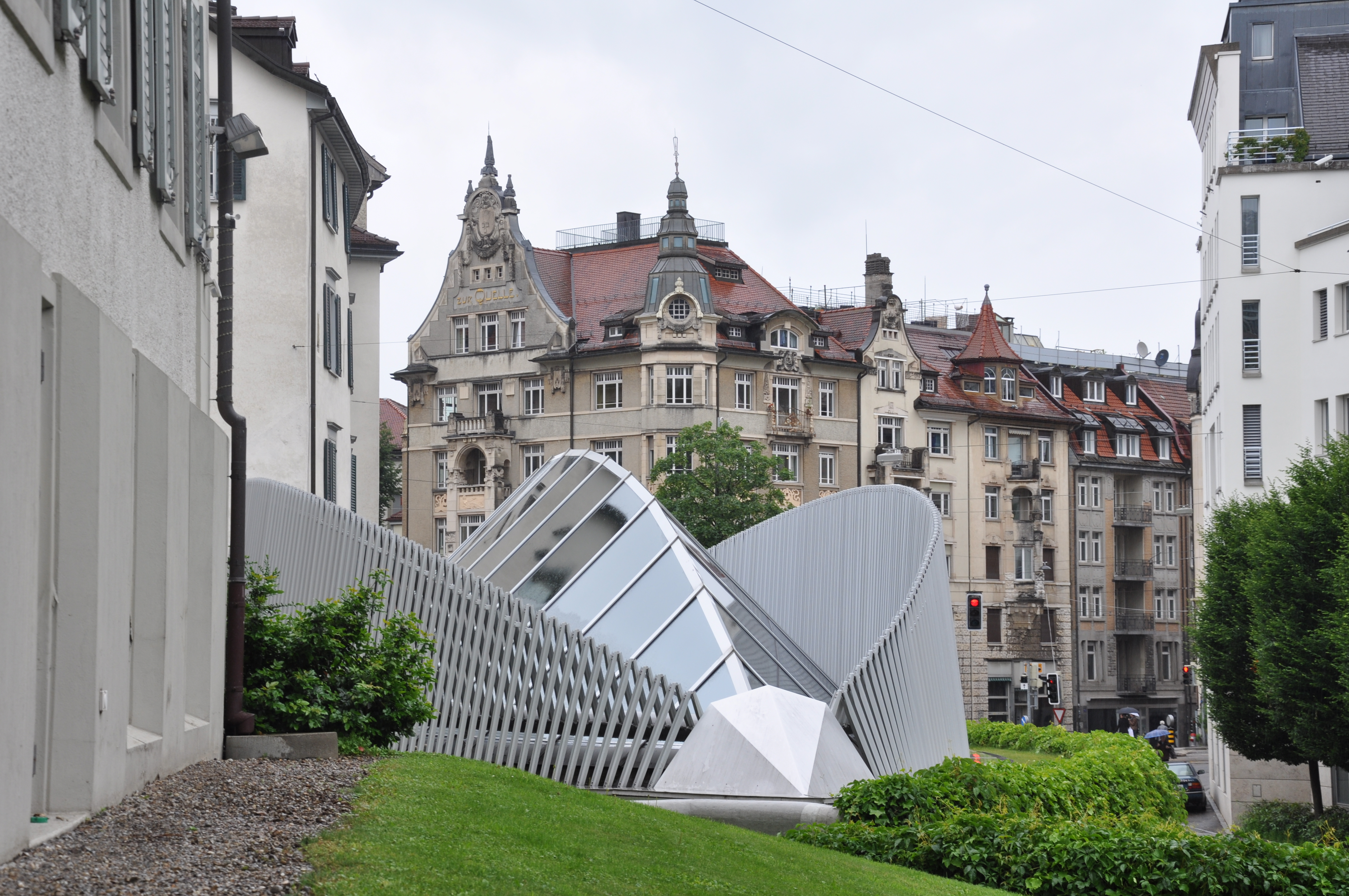
Kantonale Notrufzentrale im Kanton St. Gallen, Schweiz

Eine Einsatzleitstelle (allgemeinsprachlich auch Einsatzzentrale oder schlicht Leitstelle genannt) leitet den Einsatzbetrieb der zugeordneten Organisationen, nimmt Informationen entgegen, wertet sie aus und koordiniert die angeschlossenen Dienste.
Insbesondere im Rahmen der öffentlichen Daseinsvorsorge bestehen Leitstellen, die
- zur Brandbekämpfung,
- zur Erhaltung bzw. Rettung bedeutender Sachwerte,
- für den Katastrophenschutz,
- im medizinischen und technischen Rettungsdienst, zur Rettung von Menschenleben,
- in Belangen öffentlicher Sicherheit und Ordnung

Notrufe entgegennehmen und Rettungsdienst, Feuerwehr, Technisches Hilfswerk, Polizei und andere Notfalldienste einsetzen. Sie sind in der Regel rund um die Uhr erreichbar und stehen untereinander mittels Telefon, Funk und mitunter auch Datenleitungen in Verbindung. In ganz Europa ist unter der Notrufnummer 112 ein Ansprechpartner erreichbar, der Hilfe aus den genannten Bereichen vermittelt.

## Aufgaben
Typische Aufgaben sind:
- Annahme eines eingehenden Notrufes oder der Alarmmeldung von einer Alarmanlage (z. B. Brandmeldeanlage)
- Abfrage und Erfassung mit dem Computer, siehe auch Einsatzleitsystem
- Priorisierung: liegt ein nichtdringlicher Einsatz, ein Notfall oder sogar ein größeres Ereignis von erheblicher Bedeutung vor?
- Entscheidung: Welche Mittel kommen dafür in Frage (Alarm- und Ausrückeordnung, zuständige Feuer- oder Rettungswache)? Wer muss noch verständigt werden (andere Leitstellen, besondere Organisationen und Personen)? Dabei muss die Hilfsfrist beachtet werden, die festlegt, wie schnell ein Rettungsmittel am Einsatzort sein muss.
- Alarmierung über Funk (Sprechfunk, Auslösung von Funkmeldeempfänger oder Sirene), hausinternem Lautsprechersystem, Telefon, Alarmfax oder andere geeignete Systeme (z. B. auch SMS oder Datenfunk, siehe Alarmierungssysteme der Feuerwehr)
- Übermittlung der Einsatzaufträge: nach dem Alarm melden sich die Einheiten bei der Leitstelle und erhalten Einsatzbefehle, ggf. auch Anfahrtshinweise oder besondere Anweisungen/Warnungen (z. B. vor gefährlichen Stoffen)
- Unterstützung und Koordination während des Einsatzes: Anfragen von Rettungsmitteln werden bearbeitet, aufgrund der Erkenntnisse der Einsatzkräfte vor Ort müssen ggf. weitere Mittel dorthin geschickt werden (z. B. Nachforderung eines Notarztes oder Rettungshubschraubers), spezielle Hilfsmittel müssen organisiert werden (z. B. Sonderlöschmittel), Krankenhäuser nach ihrer Aufnahmefähigkeit für bestimmte Patienten befragt werden etc. Auch zählt die unter Umständen notwendige Nachfrage bei den Giftinformationszentralen zum Aufgabengebiet.
- Sorge für die Sicherstellung der weiteren Einsatzfähigkeit: Wenn viele der eigenen Einheiten unterwegs sind, muss dafür gesorgt werden, dass Reservekräfte das Einsatzgebiet abdecken, falls weitere Einsätze notwendig werden. Eventuell muss ein Ausnahmezustand ausgerufen werden.
- Warnung der Bevölkerung, vorwiegend über das Modulare Warnsystem (MoWaS). Seit September 2011 warnt die Kreisleitstelle Siegen-Wittgenstein die Bevölkerung außerdem über das soziale Netzwerk Facebook[1]
- Dokumentation der Einsatzdaten: neben den Rahmendaten aus dem Notruf (Einsatzort, Einsatzursache) werden auch alle Zeiten und besonderen Ereignisse erfasst – Eingang des Notrufes, Alarmierung der Einheiten, Meldung und Abfahrt der Einheiten, Eintreffen am Einsatzort, Abfahrt vom Einsatzort, Ankunft am Krankenhaus oder wieder am Standort der Einheit.

## Leitstellenarten

### Notfalldienste
Es gibt zahlreiche Dienste, die eine Leitstelle als zentralen Ansprechpartner betreiben. Die Bezeichnungen und Abkürzungen sind aus Deutschland, ähnliche bzw. angepasste Bezeichnungen werden auch in anderen Staaten verwendet:
| Benennung                                                                            | Fachdienst                                                                                                   | besondere Aufgaben |
| Feuerwehreinsatzzentrale (FEZ) Haupteinsatzzentrale (HEZ) Feuerwehrleitstelle (FLSt) | Feuerwehr, weitere Katastrophenschutzeinheiten                                                               | Entgegennahme von Notrufen über den Euronotruf 112, führt Alarmierung bzw. Nachalarmierungen durch, organisiert Sondergerät (Sonderfahrzeuge, Sonderlöschmittel) im Regelbetrieb, nimmt Notrufe automatischer Brandmeldeanlagen entgegen, führt die Funkaufsicht, dient in einigen Landkreisen als Hochwassermeldestelle. Manche Leitstellen, die von Berufsfeuerwehren besetzt sind, fungieren auch als Meldekopf für die Stadtverwaltung oder den Landkreis außerhalb deren Bürozeiten. |
| Polizeieinsatzzentrale für das Notruf- und Sofortlagenmanagement                     | Polizei (z. T. mit der Spezialität Verkehrseinsatzzentrale), Sicherheitsbehörden, Ämter                      | Vermittlung an zuständige Behörden |
| Rettungsleitstelle (RLSt)                                                            | Rettungsdienst, Krankentransport, Sanitätsdienst, Betreuungsdienst                                           | fragt aufnahmebereite Krankenhäuser ab, weist das Zielkrankenhaus zu, gibt Erste-Hilfe-Anweisungen bis zum Eintreffen der Rettungsmittel |
| Integrierte Leitstelle (ILS oder ILSt), auch Zentrale Leitstelle (ZLSt) genannt      | Feuerwehr und Rettungsdienste                                                                                | übernimmt die Alarmierung von Feuerwehr und Rettungsdienst und ist grundsätzlich rückwärtige Führungsstelle |
| Krankentransportleitstelle                                                           | Krankentransport                                                                                             | Organisation von Intensivverlegungen und Auslandsrückholungen |
| Arzt-Vermittlungszentrale                                                            | Ärztlicher Bereitschaftsdienst                                                                               | vermittelt einen diensthabenden Hausarzt außerhalb der Sprechzeiten |
| Hausnotrufzentrale                                                                   | Hausnotrufdienste, Pflegedienste                                                                             | gibt Notfälle von angeschlossenen Mitgliedern an RLSt, PEZ oder FEZ weiter |
| Bergrettung (Zentrale)                                                               | Bergrettungsdienst, teilweise Lawinenwarnung                                                                 | organisiert und koordiniert Rettung bei Bergunfällen, Lawinen und anderen alpinen Notfällen |
| Sicherheitszentrale/Notruf- und Serviceleitstelle (NSL)                              | Sicherheitsdienste                                                                                           | überwacht Einrichtungen, z. B. mittels Einbruchsmeldeanlagen oder Kameras, aber auch Personenhilfe bei stecken gebliebenen Aufzügen. |
| Notfallleitstelle (NFLS)                                                             | Werkschutz / Hilfeleistungseinrichtung Eisenbahninfrastrukturunternehmen                                     | Koordiniert die Unfallhilfe aus Sicht der DB AG und unterstützt die technische Einsatzleitung vor Ort. Sie ist nicht Einsatzleiter. Einsatzleitung bleibt bei Feuerwehr oder Rettungsdiensten. |
| Verkehrs- / Transportleitungen (TP/VL)                                               | Eisenbahnverkehrsunternehmen (EVU) z. B.: DB Fernverkehr, Metronom, DB Regio etc.                            | Überwachen den Eisenbahnbetrieb und greifen bei Störungen koordinierend ein. Setzen Hilfsloks und -züge sowie Notdienste zur Reisendenbetreuung ein. Entscheidungsträger für ihr EVU bei weiteren Vorgehensweisen wie z. B. Evakuierung eines Zuges, Streckensperrungen, Umleiten von Zügen. |
| Rescue Coordination Centre (RCC) bzw. SAR-Zentrale                                   | Als zentrale Anlaufstelle bei Not- oder Unfällen im nationalen und internationalen Luft- oder Schiffsverkehr | Zuständige Leitstelle koordiniert ein RCC sämtliche Maßnahmen im Rahmen des Such- und Rettungsdienstes SAR (Search And Rescue). Bei Meldung eines Notfalls der Luft- oder Schifffahrt über die europaweit einheitliche Rufnummer 112 bei einer Rettungsleitstelle wird dieser Notruf direkt an das zuständige RCC weitergeleitet. |

Auf dem Gebiet der nichtpolizeilichen Gefahrenabwehr ist aus Kostengründen (Personalkosten, Technikkosten) eine Entwicklung hin zu immer größeren Leitstellen erkennbar. In einem ersten Schritt wurden vielerorts Feuerwehrleitstellen und Rettungsleitstellen zu sogenannten „Integrierten Feuerwehr- und Rettungsleitstellen“ (ILS) zusammengelegt. Der nächste Schritt ist – v. a. in Nord- und Ostdeutschland – die Bildung von sogenannten „Integrierten Regionalleitstellen“ (IRLS), die nicht nur für die Feuerwehr, den Rettungsdienst und den Katastrophenschutz in einem Landkreis oder einer kreisfreien Stadt zuständig sind, sondern diese Aufgaben für mehrere Gebietskörperschaften übernehmen. Als bundesweit erste IRLS ging 2001 die IRLS West in Elmshorn in Betrieb, die fortan alle Einsätze der nichtpolizeilichen BOS in den drei Kreisen Pinneberg, Steinburg und Dithmarschen lenkte. Abgeschlossen wird diese Entwicklung durch die Bildung von sogenannten „Kooperativen Regionalleitstellen“ (KRLS), in denen neben der nichtpolizeilichen Gefahrenabwehr zusätzlich die Polizei untergebracht ist. Anders als teilweise im angelsächsischen Raum findet in diesen Leitstellen jedoch keine Vermischung der polizeilichen und nichtpolizeilichen Aufgabenwahrnehmung statt. Beide Gefahrenabwehrbereiche nutzen zwar ein Gebäude und dieselbe hoch spezialisierte Leitstellentechnik, Polizisten nehmen jedoch nur den Notruf 110 und kommunale Einsatzsachbearbeiter nur den Notruf 112 entgegen und bearbeiten diese strikt getrennt nur für ihre jeweilige Zuständigkeit. Eine der ersten Leitstellen dieser Art ist die Kooperative Regionalleitstelle (KRLS) Nord in Harrislee bei Flensburg, die am 4. September 2009 ihren Betrieb aufgenommen hat. Am 20. April 2010 folgte die KRLS West in Elmshorn.
In Niedersachsen existieren fünf Kooperative Regionalleitstellen mit den Standorten Oldenburg, Osnabrück, Wittmund, Hameln und Lüneburg. Die Leitstelle Hameln („Kooperative Regionalleitstelle Weserbergland“) hat im April 2008 den Wirkbetrieb aufgenommen, und war damit bundesweit die erste ihrer Art.
Allerdings wird in einigen ländlichen Gebieten ohne ständig besetzte Feuerwehrleitstelle die Feuerwehr über die Polizeieinsatzzentralen (PEZ) alarmiert.

### Leitstellen von Behörden
Von Behörden sind Leitstellen eingerichtet, die auch international miteinander verknüpft sein können. Sie werden vor allem bei großräumigen Katastrophen als Ansprechpartner diverser Organisationen aktiviert.
In Österreich gibt es im Innenministerium die Bundeswarnzentrale und in allen Bundesländern je eine Landeswarnzentrale der Landesregierungen. In den Landeswarnzentralen laufen beispielsweise alle automatisch erfassten Messwerte der Umweltsonden oder Hochwasserpegel zusammen und lösen dementsprechende Alarme bei Erreichen entsprechender Stände aus.
Weitere Leitstellen im Sicherheitsbereich:
- Ordnungsbehörden
- Werkfeuerwehren für das eigene Werk und ggf. auch für überörtliche Spezialhilfe (TUIS)
- SAR-Zentrale bzw. Rescue Coordination Centre (RRC) für Such- und Rettungseinsätze bei Seenot und Flugunfällen
- Lagezentren der Innenministerien

### Andere Organisationen
Andere Organisationen mit überregionaler oder öffentlicher Bedeutung und eigenen Einsatzgruppen haben ebenfalls Einsatzleitstellen, z. B.:
- Verkehrsbetriebe, Eisenbahninfrastrukturunternehmen, Eisenbahnverkehrsunternehmen
- Elektrizitätswerke, Gaswerke und Wasserwerke betreiben Netzleitstellen
- Automobilclubs

### Sonderformen
- Nachalarmierende Stelle (NASt): bei größeren Einsätzen oder einer Vielzahl von Einsätzen (z. B. Unwetterkatastrophe) ist es ggf. sinnvoll, zur Erfüllung der Aufgaben auf untergeordneter Ebene weitere Leitstellen einzurichten, um die zuständige Leitstelle zu entlasten. Gerade bei der Feuerwehr wird dies praktiziert, indem ein vorbereiteter Funkraum durch eine Freiwillige Feuerwehr besetzt wird und regional Aufgaben zur Einsatzunterstützung wahrnehmen kann.
- Integrierte Leitstelle (ILS oder ILSt, auch Zentrale Leitstelle oder Integrierte Rettungsleitstelle oder Integrierte Regionalleitstelle IRLS): in einer ILS werden Rettungsdienste, Feuerwehr und Katastrophenschutz gemeinsam disponiert. Dies verringert den Personal- und Technikaufwand erheblich und soll unklare Sachlagen vermindern, indem Informationen direkt (sozusagen von Tisch zu Tisch) fließen können. Es bedeutet aber auch, dass die eingesetzten Disponenten/Einsatzsachbearbeiter eine sehr weitreichende Ausbildung in allen Sachgebieten benötigen. Integrierte Leitstellen stellen in fast allen Bundesländern den Standard dar. Mittlerweile sind auch Bayern, Baden-Württemberg und das Saarland flächendeckend auf integrierte Leitstellen umgestellt. Nur in Rheinland-Pfalz stehen solche Leitstellen noch nicht flächendeckend zur Verfügung. Die vollständige Umsetzung wird dort noch einige Jahre andauern, weil in der Vergangenheit traditionell die Trennung der Servicenummer 19222 für den Rettungsdienst und der Notrufnummer 112 für die Feuerwehr praktiziert wurde. Aktuell fehlt noch die integrierte Leitstelle Mainz. In Vorarlberg, Österreich, werden Rettungsdienste, Feuerwehr sowie Wasser- und Bergrettung von der RFL (Rettungs- und Feuerwehrleitstelle) koordiniert. Auch in Tirol erreichte man mit der Gründung der Leitstelle Tirol eine überregionale Koordinierung von Feuerwehr-, Rettungs- und Alpineinsätzen.
- Kreiseinsatzzentrale: Eine in Bayern optionale Einrichtung zur Unterstützung und Entlastung der Integrierten Leitstellen bei Großschadenslagen sowie im Katastrophenfall.
- Lehrleitstelle: Für die Ausbildung der Leitstellen-Disponenten werden in der Regel an Landesfeuerwehrschulen Lehrleitstellen unterhalten. Je näher eine Lehrleitstelle der Wirklichkeit entspricht, desto besser und realer ist die Ausbildung. Die Umwelt außerhalb der Lehrleitstelle (Einsatzmittel, andere Behörden und Dienststellen, Notrufe) wird nur simuliert. Hierzu stehen Regieplätze zur Verfügung. Vorbereitete Szenarien und Drehbücher müssen vom Disponenten während der Ausbildung abgearbeitet werden.
- Mobile Leitstelle (MLS): Es handelt sich um ein geräumiges Sondereinsatzfahrzeug, das die Kernfunktionen einer Leitstelle auf engstem Raum vereint und bei Freiluftveranstaltungen, Großschadenereignissen bzw. Katastrophen eingesetzt wird. Während eines solchen Einsatzes erfolgt die gesamte regionale Kommunikation über diese Einrichtung, welche dem Einsatzleiter untersteht. Der Vorteil besteht darin, dass die MLS unabhängig operiert und somit die regulären Leitstellen entlastet werden (siehe auch Einsatzleitwagen).
- Regionalleitstelle (RLS): Die Regionalleitstelle stellt eine Sonderform der Zentralen Leitstellen dar, z. B. im Zuge der Reform der Leitstellen in Thüringen und damit einhergender Zusammenschlüsse werden sog. Regionalleitstellen gebildet. So geschehen u. a. in Jena und Gera.[3]

Die Begriffe „kombinierte Leitstellen“ und „integrierte Leitstellen“ werden – obwohl von der Bedeutung her unterschiedlich – oft auch synonym verwendet.

## Zuständigkeiten
Die einzelnen Leitstellen können sowohl im organisatorischen als auch im örtlichen sowohl klar getrennte oder auch übergreifende Zuständigkeitsgebiete haben.
In Deutschland umfassen sie meist das Gebiet einer größeren Stadt oder eines oder mehrerer Landkreise.
In Österreich sind für die Feuerwehren auch Bezirksalarm- und Warnzentralen, Bereichsalarmzentralen oder Landeswarnzentralen auf Bezirks- oder Landesebene üblich. Im österreichischen Rettungsdienst werden die beteiligten Organisationen (z. B. Rotes Kreuz, Samariterbund u. ä.) oft von organisationseigenen Leitstellen koordiniert. In Niederösterreich wurde 2003 eine eigene Gesellschaft, die 144 Notruf Niederösterreich (früher LEBIG) gegründet, welche die Koordination der verschiedenen Rettungsdienste für das gesamte Bundesland von mehreren verschiedenen Standorten aus durchführt und zugleich die Patienten oder die Helfer telefonisch so lange unterstützt, bis das erste Einsatzmittel vor Ort eintrifft.

## Betreiber
Der Betrieb der Leitstellen der Behörden und Organisationen mit Sicherheitsaufgaben ist örtlich unterschiedlich per Gesetz oder Verordnung geregelt.
Es kommen dafür behördeneigene Leitstellen (Polizei, Berufsfeuerwehr), der Betrieb durch den zuständigen Landkreis bzw. die Stadt bzw. einen Zweckverband oder durch eine mit dem Betrieb beauftragte Hilfsorganisation in Frage.

## Personal

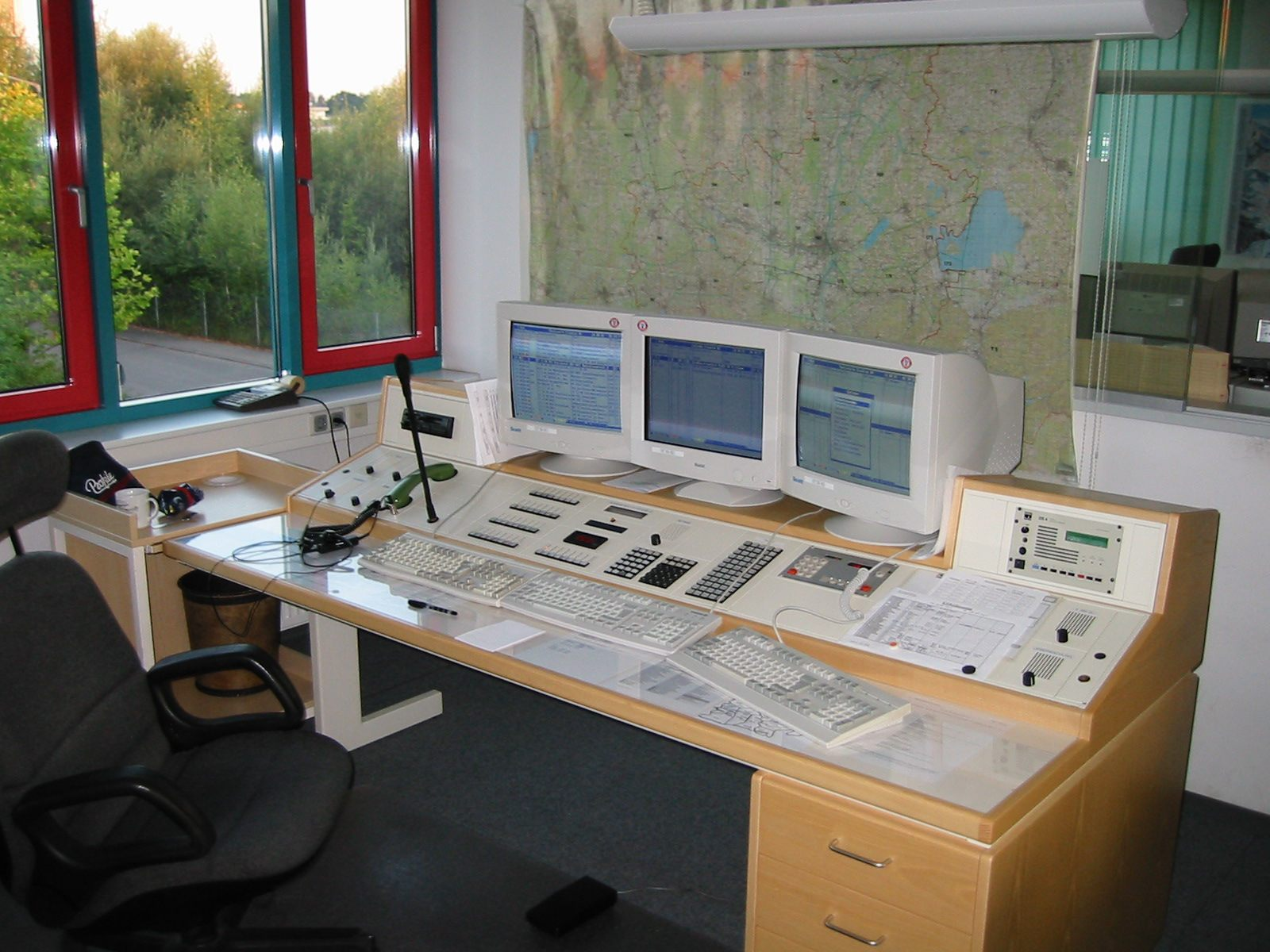
Kombinierter Funk- und Telefontisch der ehemaligen Rettungsleitstelle Rosenheim (Bayern)

Die Mitarbeiter von Leitstellen werden Disponenten oder Einsatzsachbearbeiter (teilweise auch kurz Einsatzbearbeiter) genannt. Sie sind je nach Rechtsverhältnis Angestellte oder Beamte des Leitstellenbetreibers. In den meisten Leitstellen sind mindestens je zwei Disponenten im Dienst, in größeren Organisationseinheiten (Großstädte und Regionen) auch durchaus 20 gleichzeitig. Die Besetzung wird nach dem zu erwartenden Einsatzaufkommen bemessen, so dass die Anzahl der Disponenten je nach Zuständigkeitsbereich und Arbeitsanfall auch deutlich höher sein kann. Die Leitstelle der Berliner Feuerwehr verfügt beispielsweise über 45 Arbeitsplätze.
Je nach interner Organisation übernimmt ein Disponent die Abwicklung eines kompletten Auftrages von der Notrufannahme bis zum Einsatzende oder man teilt sich die dabei anfallenden Aufgaben unter mehreren Disponenten (Telefonist, Sprechfunker) auf.
Die Disponenten in der Leitstelle haben in ihrem Bereich meist die Ausbildung, die auch für das Einsatzpersonal vor Ort notwendig ist, oftmals auch eine Führungsausbildung. Darüber hinaus haben sie noch eine spezielle Zusatzausbildung für die Arbeit in der Leitstelle. Sie müssen ortskundig sein und gute Kenntnisse über die Einsatzmöglichkeiten der eigenen und der benachbarten Organisationen haben.
Einsatzsachbearbeiter der Zentralen Leitstellen und Leitfunkstellen in Hessen z. B. müssen Rettungs- oder Notfallsanitäter, sowie Gruppenführer der Feuerwehr sein, bevor sie einen fünfwöchigen Lehrgang für Einsatzsachbearbeiter an der Hessischen Landesfeuerwehrschule in Kassel absolvieren.
Das Team einer Leitstelle muss ständig den Überblick über zum Teil mehrere gleichzeitig laufende Einsätze behalten und sich untereinander abstimmen. Daher ist neben dem Fachwissen auch Team-, Kommunikationsfähigkeit und Stressresistenz gefragt.
Weitere Positionen in einer Leitstelle sind:
- Leitstellenleiter/Betriebsleiter: Vorgesetzter der Mitarbeiter
- Schichtführer/Lagedienstleiter: Chef der aktuellen Schicht
- Systemadministrator: betreut den Einsatzleitrechner
- Techniker: z. B. für die Funkanlagen
- Verwaltungspersonal.

## Ausrüstung
Leitstellen brauchen vor allem Kommunikationsgeräte:
- Telefon (interne Dienstnummern, Notrufleitungen, Alarmleitungen zu den Wachen) und Fax,
- Funkgeräte auf verschiedenen Frequenzen zur Verbindung mit den eigenen und anderen Kräften

Unterbrechungsfreie Stromversorgungen und Notstromaggregate sorgen für den reibungslosen Betrieb in Ausnahmesituationen.
Weitere Hilfsmaterialien sind Alarmpläne, Kartenmaterial, Tonaufzeichnungsgeräte, Videoübertragung etc.
Bei ihrer Tätigkeit werden die Disponenten in der Regel von einem computergestützten Leitstellensystem unterstützt (Einsatzleitrechner). Dieses System sorgt für die Archivierung von Einsatzdaten, macht Alarmvorschläge, stellt Straßen-/Ortskarten und Einsatzpläne zur Verfügung, sorgt für die automatische Alarmierung von Einheiten auf Tastendruck, überträgt Einsatzdaten, verbindet die verschiedenen Arbeitsplätze oder sogar verschiedene Leitstellen untereinander und hilft bei statistischen Auswertungen und Abrechnungen. Oft sind diese Systeme zur Sicherheit doppelt vorhanden.
Die Erweiterung des Sprechfunks durch ein Funkmeldesystem erleichtert die Arbeit durch die Entlastung des Funkverkehrs und die direkte Verbindung zum Einsatzleitrechner (automatische Dokumentation der Abfahr- und Eintreffzeiten, Darstellung der freien und belegten Fahrzeuge, z. T. auch Geodaten der Einsatzmittel).
Cloudbasierte Systeme gewinnen in der Sicherheits- und Automatisierungstechnik an Bedeutung. Durch die Verlagerung von Funktionen auf zentrale Internet-Server können Hardwarekomponenten vor Ort reduziert oder ersetzt werden. Ziel ist es, den Wartungsaufwand zu minimieren sowie eine hohe Verfügbarkeit, Redundanz und IT-Sicherheit sicherzustellen.
Mit dem Übergang zu cloudbasierten Architekturen verändern sich die Anforderungen an Technik und Software, die systemübergreifend funktionieren und automatisierte Prozesse ermöglichen müssen. Dies betrifft beispielsweise die Integration von virtuellen Alarmempfängern, Zutrittssystemen, mobilen Applikationen und weiteren Bestandteilen der Gebäude- oder Prozessautomation.
Ein zentrales Merkmal cloudbasierter Lösungen ist die Möglichkeit zur dynamischen Erweiterung. Durch standardisierte Schnittstellen (z. B. REST-APIs oder Webhooks) lassen sich verschiedene Subsysteme miteinander vernetzen und in eine zentrale Steuerungs- und Überwachungseinheit einbinden.
Vernetzung und Automatisierung werden durch den zunehmenden Einsatz von IoT-Komponenten, Echtzeit-Datenverarbeitung und plattformübergreifender Kommunikation ergänzt. Ziel ist es, Sicherheits- und Automatisierungsprozesse effizienter, transparenter und anpassungsfähiger zu gestalten. Durch zentrale, regelbasierte Steuerungseinheiten, die auf vordefinierten Massnahmenplänen basieren, können Ereignisse automatisiert bewertet und entsprechende Reaktionen ausgelöst oder manuelle Massnahmenplänen zugewiesen werden. Dies unterstützt insbesondere den Disponenten bei der Priorisierung und Bearbeitung sicherheitsrelevanter Vorfälle, indem Abläufe standardisiert und Fehlerquellen reduziert werden. Eine solche Struktur ermöglicht eine gezielte Reaktionsfähigkeit und trägt zur Optimierung von Einsatzzeiten und Ressourcenplanung bei.

## Liechtenstein
Im Fürstentum Liechtenstein gibt es seit 2017 nur noch eine Einsatzleitzentrale, die bei der Landespolizei untergebracht ist. Die Einsatzleitzentrale fragt die Notrufnummern 117 Polizei, 118 Feuerwehr, 144 Sanität und den Euronotruf 112 ab. Vor 2017 war das Landesspital Vaduz für die Annahme des Sanitätsnotrufes 144 zuständig. Die Polizei verwendet das Schweizer Digitalfunknetz Polycom. Die Einsatzleitzentrale wird in Liechtenstein „Notrufzentrale“ genannt. Am 13. Juni 2019 fiel die Zentrale aufgrund einer Telefonstörung landesweit aus. Die Notrufzentrale disponiert auch den privaten Rettungshubschrauber Christoph Liechtenstein.

## Schweiz
In der Schweiz sind Einsatzleitstellen Sache der Kantone. Deswegen gibt es auch verschiedene Modelle. Oft werden sie „Kantonale Notrufzentralen“ genannt. Man unterscheidet Zentralen der Polizei, der Feuerwehr und der Sanität (Rettungsdienst). In einigen Kantonen werden alle drei Organisationen der Gefahrenabwehr von einer Einsatzleitstelle betrieben, so zum Beispiel im Kanton Aargau. Es gibt Kantone, die die Notrufabfrage z. B. der Sanität an einen anderen Kanton delegieren. So betreut z. B. der Kanton St. Gallen auch den Kanton Glarus notrufbezogen für den Sanitätsnotruf 144. In Bern gibt es die Schutz und Rettung, welche den Sanitätsnotruf für fast den gesamten Kanton betreibt (38 Gemeinden). Feuerwehrtechnisch ist sie aber nur für die Stadt Bern zuständig. Die Schutz und Rettung Zürich betreibt eine Notfunkzentrale am Flughafen Kloten. Sanitätstechnisch betreut sie auch den Kanton Schaffhausen, Kanton Zug und den Kanton Schwyz. Sie nennt sich „Einsatzleitzentrale 144/118“ und ist auch für die Feuerwehralarmierung im Kanton Zürich zuständig. Die Einsatzleitstelle untersteht der Stadt Zürich und nicht dem Kanton. Der Rettungsdienst ist in der Schweiz föderal strukturiert. So betreiben z. B. Spitäler Rettungsdienste. Es gibt aber auch Rettungsdienste eines Kantons, z. B. die Rettung St. Gallen. Diese ist aber nicht für den gesamten Kanton zuständig. Im Südwesten des Kantons übernimmt der Zürcher Rettungsdienst „Regio 144“ diese Aufgabe. In Rheineck der private Rettungsdienst „VGS“. Auch bei der Feuerwehr gibt es verschiedene Modelle. So gibt es Feuerwehrverbünde, die mehrere Gemeinden betreuen, z. B. den Sicherheitsverbund der Region Gossau SVRG. Er ist für mehrere Gemeinden in der Umgebung von Gossau zuständig. Oder der „Sicherheitsverbund Region Wil“ kurz SVRW. Er operiert nicht nur im Kanton St. Gallen, sondern auch im Kanton Thurgau. Der SVRW wird also von zwei Einsatzleitstellen disponiert.